# Округ (Туніс)

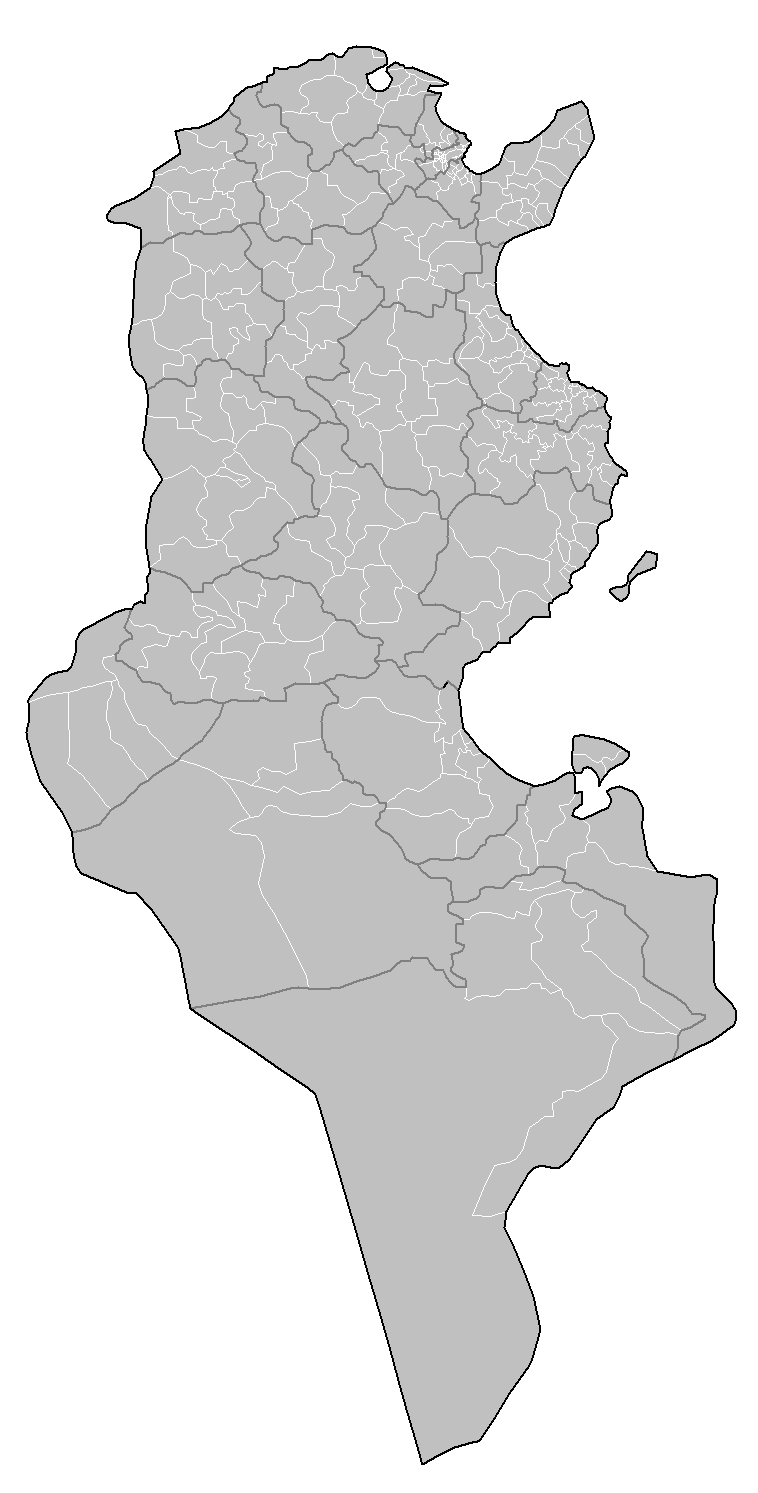
Карта округів Тунісу за вілаєтами

Округ (араб. معتمدية, фр. délégation, як синоніми можна вживати муніципалітет, маатмадія, район, делегація, комуна) — адміністративно-територіальна одиниця Тунісу. Станом на 2006 рік в Тунісі нараховувалось 24 вілаєти, які були поділені на 264 округи та на 2073 сектори.
| Туніс | Це незавершена стаття з географії Тунісу. Ви можете допомогти проєкту, виправивши або дописавши її. |